# LOVE YOURSELF 承 'Her'
『LOVE YOURSELF 承 'Her'』（ラブユアセルフ しょう 'ハー'）は、韓国の男性アイドルグループ防弾少年団（BTS）の5枚目のミニアルバムである。2017年9月18日にLOENエンターテインメントから発売された。
前作『YOU NEVER WALK ALONE』から約7ヶ月ぶりに発売されるアルバムで、タイトル曲の「DNA」はEDMベースのエレクトロポップジャンルの曲。ザ・チェインスモーカーズとコラボレーションした「Best Of Me」や防弾少年団らしいヒップホップナンバー「MIC Drop」など、隠しトラック2曲を含む全11曲が収録されている。
アルバム売上枚数は120万枚を突破し、Billboard 200で初週に7位にランクインした。また、同時にシングル「DNA」がBillboard Hot 100で85位にランクインし、2週目には67位に上昇して、どちらも当時のK-POPグループ最高位を記録した。

## 解説
2017年7月24日、Big Hit Entertainmentの関係者が、9月カムバックを目標にアルバム制作中であることをマスコミに発表。8月10日、ジョングクを皮切りにメンバー7人の新しいイメージフォトを公開し、新シリーズのテーマが『LOVE YOURSELF』であることを明かした。その後「LOVE YOURSELF Highlight Reel」と題して、新コンセプトムービー「起、承、轉、結」と順に計4本のムービーを公開。8月24日にアルバム発売は9月18日であり、今年から来年にかけて発表する「LOVE YOURSELF」シリーズの第1弾となることを発表。8月25日からアルバム予約開始し、9月4日には予約が国内のみで約105万枚に達した。また韓国アーティストとしては初めて、米アマゾンでオンライン予約受付を開始。6日連続でCD総合ランキング1位をキープし、これも韓国アーティストとしては史上初であった。
9月5日にカムバックトレイラー「Serendipity」を公開。本作のカムバックトレイラーは、『学校シリーズ』のRM、『花様年華シリーズ』のSUGA、『WINGS』のJ-HOPEに続いて、JIMINが務めた。
9月18日にアルバム発売。18時に音源とミュージックビデオ配信。タイトル曲「DNA」のミュージックビデオは、公開から約8時間で1千万回再生、約20時間で2千万回再生を達成。どちらも韓国最短記録で、前作「Not Today」（1千万回：約21時間、2千万回：約66時間）から大幅に時間を縮めた。そして公開から24日で1億回再生を突破した。
また韓国歌手最多となる全世界73の国と地域で、iTunesの総合アルバムチャート1位を獲得。
HANTEOチャートによると、アルバム売上枚数は初日で45万枚、週間で75万枚を売上げ歴代最高を記録。ガオンチャートによると、月間では120万枚を売り上げた。韓国国内におけるアルバムのミリオンセラーは、2001年に発売されたgodの4集、キム・ゴンモの7集以降、16年ぶりだった。
9月20日（現地時間19日）には、Apple Music Beats1内にて、DJのエブロ・ダーデンが、RMとの電話インタビューを行った。また韓国アーティストとしては初めて、Spotifyの総合チャート50にランクインした。
9月23日に発表された全英アルバムチャートで14位、同時にシングル「DNA」が全英シングルチャートで90位にランクインした。日本では特にプロモーションは行われなかったが、週間約5.2万枚、月間約6.9万枚を売上げ、オリコンチャートでそれぞれ1位を獲得した。
上述の通り本作は、予約枚数、販売枚数、ミュージックビデオ再生回数、各国iTunes1位獲得数、ビルボードチャート順位など各分野で当時の韓国最高記録を全て塗り替えた。またチェインスモーカーズや海外有名ミキシングエンジニアが作業に参加し、米アマゾンでも公式販売されるなど、制作・成績ともにグローバルに展開したが、韓国以外での現地プロモーションは一切行われていない。

## コンセプトと曲
本アルバムは、『花様年華』と『WINGS』に続く新シリーズ『LOVE YOURSELF』というテーマの元に制作された。アルバム発売前にプロモーションとして「LOVE YOURSELF ハイライトリール」と題したドラマ仕立てのコンセプトムービーが公開され、恋に落ちた少年の姿が描かれた。これは、これまでの「学校」や「青春」といった直感的なテーマに比べて、「LOVE YOURSELF」という抽象的なテーマを説明するためには物語形式が望ましいと判断されたことによるものである。この映像では「RUN」のミュージックビデオで交通事故にあったジョングクが車椅子にのって登場するなど、花様年華シリーズとのつながりも見られ、アルバムにも「花様年華 THE NOTE」と題した小冊子が同封されている。
RMは、『LOVE YOURSELF』というテーマについて「自分自身を愛する心を持って欲しい。本当の愛とは何なのか考えてほしい。本当の愛は勇気をくれるから。」と説明している。
『承』は「起承転結」の「承」を意味し、「起」ではなく「承」からアルバムがスタートするのは、「恋に最も没入しているときが起承転結の"承"にあたると考え、また次回作でなぜ承から始まったか理解できるようなつくりになっている」とシュガは説明している。
イントロ曲「Serendipity」はJIMINによるソロ曲。チルアウトスタイルのアーバン楽曲で、RMが作詞に参加し、作曲は「Save ME」のRay Michael Djan Jrが担当した。タイトル曲「DNA」では初めてEDMに挑戦し、特徴的な口笛の音とアコースティックギターのイントロから始まる。「Best Of Me」はザ・チェインスモーカーズとのコラボレーション楽曲。5月に開催されたビルボード・ミュージック・アワード2017で出会った際にチェインスモーカーズ側からコラボオファーがあり、その翌日に10曲を提供された。その中から気に入った曲を選び、メロディとラップを付け、その後はメールなどを通じて共同制作された。
「MIC Drop」はグラミー受賞者であり、アメリカのヒップホップ・サウンドを代表するミキシング・エンジニアであるジェイソン・ジョシュアが参加したヒップホップナンバー。マイクドロップとは、ラッパーが自身のパフォーマンスこそが最高だと自負してマイクを舞台に落として立ち去るパフォーマンスのことであり、オバマ元大統領が任期中最後となるホワイトハウス記者晩餐会で、スピーチの最後にマイクを落としたことにインスピレーションを受けて制作された。「Go Go」は「DOPE」や「Silver Spoon」に続く社会派ソング。「YOLO」や「タンジンジェム」といった韓国の流行語を歌詞に盛りこみ、なぜ若者がこのような言葉を使うのか、その理由を防弾少年団なりに解説した曲。
ミニアルバム恒例のスキットには、ビルボード・ミュージック・アワード2017でのRMのスピーチをそのまま収録した。隠しトラックである「Sea」は、RMが大ファンである村上春樹の1Q84の一説「希望があるところには必ず試練があるものだから」という言葉にインスピレーションを受けて制作された。

## プロモーション活動
- 8月11日 - 0時に新テーマ「LOVE YOURSELF」JUNG KOOK版ポスターを公開。次いで19時から1時間毎にSUGA、JIMIN、RM、V、J-HOPE、JINの順で同様のポスターを公開。
- 8月12日  - 21時にJUNG KOOK・SUGAのポスター第2弾を公開。次いで1時間毎にJIMIN・J-HOPE、RM・V、JINの順で同様のポスターを公開。
- 8月13日 - 0時「화양연화(花様年華)TheNotes」公開。
- 8月16日 - 0時「LOVE YOURSELF Highlight Reel '起'」公開。
- 8月17日 - 0時「LOVE YOURSELF Highlight Reel '承'」公開。
- 8月18日 - 0時「LOVE YOURSELF Highlight Reel '轉'」公開。
- 8月19日 - 0時「LOVE YOURSELF Highlight Reel '起承轉結'」公開。
- 8月24日 - カムバック日を9月18日と発表。18時、アルバムは「L」「O」「V」「E」の計4形態で発売されることを発表。
- 8月25日 - 韓国と米アマゾンでアルバムの予約開始。
- 9月4日 - 0時に公式サイトで24時間カウントダウン開始。
- 9月5日 - 0時にカムバックトレイラー「Serendipity」公開。
- 9月7日 - 0時にコンセプトフォト「L」,「O」公開。
- 9月8日 - 0時にコンセプトフォト「V」,「E」公開。
- 9月11日 - アルバムに、ザ・チェインスモーカーズとのコラボ曲「Best Of Me」が収録されることが発表。またカムバックステージはMnetで全世界同時生中継されることも発表された。
- 9月13日 - 0時、トラックリスト公開。
- 9月15日 - 0時、タイトル曲「DNA」のミュージックビデオティザー1を公開。
- 9月16日 - 0時、タイトル曲「DNA」のミュージックビデオティザー2を公開。
- 9月18日 - アルバム発売。18時、音源とミュージックビデオ公開。22時からVLIVEでカムバック記念生放送。
- 9月21日 - Mnet特番「BTS COMEBACK SHOW」にて、カムバックステージを初披露。以後音楽番組で3週間に渡りカムバック活動を行った。

## トラックリスト
| #         | タイトル                                | 作詞 | 作曲 | 時間  |
| --------- | --------------------------------------- | --- | --- | ----- |
| 1.        | 「Intro: Serendipity」                  | Slow Rabbit Ray Michael Djan Jr Ashton Foster RM パン・シヒョク                                                 | Slow Rabbit Ray Michael Djan Jr Ashton Foster RM パン・シヒョク                                                 | 2:19  |
| 2.        | 「DNA」(タイトル曲)                     | Pdogg パン・シヒョク Kass Supreme Boi SUGA RM                                                                   | Pdogg パン・シヒョク Kass Supreme Boi SUGA RM                                                                   | 3:43  |
| 3.        | 「Best of Me」                          | アンドリュー・タガート Pdogg Ray Michael Djan Jr Ashton Foster Sam Klempner RM パン・シヒョク SUGA J-HOPE ADORA | アンドリュー・タガート Pdogg Ray Michael Djan Jr Ashton Foster Sam Klempner RM パン・シヒョク SUGA J-HOPE ADORA | 3:46  |
| 4.        | 「보조개」(Dimple)                      | Matthew Tishler Allison Kaplan RM                                                                               | Matthew Tishler Allison Kaplan RM                                                                               | 3:16  |
| 5.        | 「Pied Piper」                          | Pdogg Jinbo Kass RM SUGA J-HOPE パン・シヒョク                                                                  | Pdogg Jinbo Kass RM SUGA J-HOPE パン・シヒョク                                                                  | 4:05  |
| 6.        | 「Skit: Billboard Music Awards Speech」 | Pdogg | Pdogg | 1:43  |
| 7.        | 「MIC Drop」                            | Pdogg Supreme Boi パン・シヒョク J-HOPE RM                                                                      | Pdogg Supreme Boi パン・シヒョク J-HOPE RM                                                                      | 3:57  |
| 8.        | 「고민보다 Go」(悩むより Go)            | Pdogg パン・シヒョク Supreme Boi                                                                                | Pdogg パン・シヒョク Supreme Boi                                                                                | 3:55  |
| 9.        | 「Outro: Her」                          | SUGA Slow Rabbit RM J-HOPE                                                                                      | SUGA Slow Rabbit RM J-HOPE                                                                                      | 3:49  |
| 合計時間: | 合計時間:                               | 合計時間: | 合計時間: | 30:42 |

| #         | タイトル                                        | 作詞                       | 作曲・編曲                 | 時間 |
| --------- | ----------------------------------------------- | -------------------------- | -------------------------- | ---- |
| 10.       | 「Skit: 망설임과 두려움」(Skit: ためらいと恐れ) | パン・シヒョク Pdogg       | パン・シヒョク Pdogg       | 8:32 |
| 11.       | 「바다」(Sea)                                   | RM Slow Rabbit SUGA J-HOPE | RM Slow Rabbit SUGA J-HOPE | 5:15 |
| 合計時間: | 合計時間:                                       | 43:29                      |                            |      |

## MIC Drop (Steve Aoki Remix) (feat. Desiigner)
「MIC Drop (Steve Aoki Remix) (feat. Desiigner) 」は、2017年11月24日にリリースされたデジタルシングル。『LOVE YOURSELF 承 'Her'』に収録された「MIC Drop」を、スティーヴ・アオキがリミックスし、デザイナーがフィーチャリング参加した。両者と防弾少年団は、2017年5月に行われたビルボード・ミュージック・アワードで対面しており、それがきっかけでコラボレーションに至った。
9月末にスティーヴ・アオキとのコラボ予定であることが明かされ、11月8日にデザイナーも参加することと、11月17日に配信されることが発表された。
しかし当初の発売予定日は、防弾少年団はアメリカでプロモーション活動中だっため、アメリカのプロモーターからの要請で再議論した結果、プロモーション期間が終了した後に公開することが望ましいとの判断が下り、発売が1週間延びた。
歌詞は一部英語に置き換えられ、オリジナルの韓国語版とは少し異なる。ミュージックビデオには、スティーヴ・アオキも参加しているが、使われている楽曲はデザイナーがフィーチャリング参加したものではない。デザイナーが参加した正式版は、音源でのみ聴くことができる。
配信直後、アメリカを筆頭に世界60の国と地域のiTunesチャートで1位を獲得。Billboard Hot 100では、28位にランクインした。全英シングルチャートでは、46位にランクインした。

## MIC Drop/DNA/Crystal Snow
「MIC Drop/DNA/Crystal Snow」は2017年12月6日に発売された通算8枚目となる日本シングル。
『LOVE YOURSELF 承 'Her'』に収録された「MIC DROP」、「DNA」の日本語バージョンと、日本オリジナル楽曲「Crystal Snow」を含む、自身初となるトリプルA面シングル。今作の発売は2017年10月に行われた「THE WINGS TOUR」の京セラドーム公演にて発表された。
オリコンでは初日約27万枚、初週約36.5万枚を売上げ、週間1位を獲得。海外アーティストとしては初めてとなる初週売上30万枚を突破した。
Billboard Japan Hot 100でも初週約45万枚を売上げ1位を獲得した。
CDは、初回限定盤A、初回限定盤B、初回限定盤C、通常盤の計4形態で発売された。
全てにメンバー個別握手会への応募券が封入されている。
またファンクラブ会員限定で、ファンクラブ限定盤上記4形態のうちいずれかを予約購入すると、予約購入時に「ファンクラブ限定 リリースイベント」へ自動的に応募される。このファンクラブ限定盤には、メンバー個別握手会の応募券は封入されていない。
発売を記念して、12月13日に横浜アリーナでリリースイベントが昼夜二部、12月16日に東京、12月17日に神戸で、メンバー個別握手会がそれぞれ開催。
2018年1月、日本レコード協会より、ダブル・プラチナ認定を受けた。「第50回オリコン年間ランキング2017」では年間シングルランキング13位を記録した。

## ミュージックビデオ
- BTS (방탄소년단) LOVE YOURSELF Highlight Reel '起' - YouTube
- BTS (방탄소년단) LOVE YOURSELF Highlight Reel '承' - YouTube
- BTS (방탄소년단) LOVE YOURSELF Highlight Reel '轉' - YouTube
- BTS (방탄소년단) LOVE YOURSELF Highlight Reel '起承轉結' - YouTube
- BTS (방탄소년단) LOVE YOURSELF 承 Her 'Serendipity' Comeback Trailer - YouTube
- BTS (방탄소년단) 'DNA' Official Teaser 1 - YouTube
- BTS (방탄소년단) 'DNA' Official Teaser 2 - YouTube
- BTS (방탄소년단) 'DNA' Official MV - YouTube
- CHOREOGRAPHY BTS (방탄소년단) 'DNA' Dance Practice - YouTube
- BTS (방탄소년단) 'MIC Drop (Steve Aoki Remix)' Official Teaser - YouTube
- TinyTAN　ANIMATION - Magic Door　BANGTANTV - YouTube